# Thouarella goesi
Thouarella goesi is een zachte koraalsoort uit de familie Primnoidae. De koraalsoort komt uit het geslacht Thouarella. Thouarella goesi werd in 1931 voor het eerst wetenschappelijk beschreven door Aurivillius. 